# Su-Elise Nash
Su-Elise Nash (née Su-Elise Michelle Nash, le 22 mai 1981 à Londres) est une chanteuse anglaise et membre du groupe de R&B Mis-Teeq.

## Carrière
Su-Elise Nash effectue diverses activités depuis qu'elle est toute petite, mais entreprend des études de commerce à la Middlesex University avant de devenir membre des Mis-Teeq. Sa mère s'appelle Beverly. Elle a un frère, Marvin et quatre sœurs, Lisa, Helena, Savannah et Chrystina. Elle est mariée à Charles Gorden Jr, qu'elle a rencontré à sa fête d'anniversaire pour ses 25ans. Depuis qu'elle s'est séparée des Mis-Teeq, Nash a continué ses études.
En septembre 2006, elle a confirmé durant une interview aux MOBO Awards qu'elle travaillait sur son album solo intitulé 'Long Way Round' qui devrait sortir en 2007. Elle décrit l'album comme une suite du genre Mis-Teeq, qui se veut R&B et pop.